# Cheracebus
Cheracebus és un gènere de primats de la família dels pitècids. Fou descrit el març del 2016 i conté les espècies de l'àntic grup torquatus del gènere Callicebus. El nom científic ve de Chera ('vidu') i Cebus ('mico de cua llarga'). Les espècies del gènere viuen al nord-oest de la conca amazònica i la part sud del riu Orinoco. La seva distribució abasta el nord-oest del Brasil, el sud-est de Colòmbia, el sud de Veneçuela i el nord del Perú. A l'est arriba fins al riu Negro i el riu Branco, a l'oest fins a la Cordillera Occidental de Colòmbia, al nord fins als rius Guaviare i Orinoco. El seu límit meridional és el curs baix dels rius Javari, Juruá, Purus i Madeira.